# Nikos Vertis
Nikos Vertis (grekiska: Νίκος Βέρτης), född 21 augusti 1976, är en grekisk sångare född i Gorinchem, Nederländerna. Han har hittills släppt fyra studioalbum och två CD/DVD-album.

## Karriär

### Biografi
När Nikos var 6 år flyttade hans familj tillbaka till Thessaloniki, Grekland, och vid sju års ålder började han spela bouzouki. Han började sjunga som femtonåring. Vid 16 års ålder flyttade han tillbaka till Nederländerna och stannade där i två år medan han läste vid en teknisk högskola. Sedan återvände han till Grekland för att göra militärtjänst, och fortsatte därefter med sitt intresse för sång och musik. Han började uppträda på mindre klubbar i Thessaloniki och på andra orter i norra Grekland . Sommaren 2002 började han sjunga på klubben "Rodon", där han gjorde ett stort intryck, och fortsatte att sjunga där till sommaren 2003.

### 2003-2004:Poli Apotoma VradiazeiochPame Psihi Mou
År 2003 skrev Vertis kontrakt med Universal Music Greece och släppte kort därefter sitt debutalbum Poli Apotoma Vradiazei. Sångerna "Asteri Mou", "An Feigeis", "San Trelos Se Agapao" och albumets huvudspår spelades flitigt på radion. Två duetter med Peggy Zina fanns med på albumet, "Eimaste Horia" och "Hanomaste", vilka också blev hits på radion. Vintern 2003 flyttade Vertis till Aten där han samarbetade med Peggy Zina på klubben Apollon. Vid den tredje årliga "Arion Awards" år 2003 vann Vertis pris för "Bästa nya artist".
I maj 2004 började Vertis sjunga på klubb "Rodon" i Thessaloniki igen, och uppträdde där tills augusti. I september samma år släppte han albumet Pame Psihi Mou med sånger av Giorgos Theofanos. Sångerna "Pos Tolmas", "Thimamai" och "Se Mena" blev uppmärksammade hits. Vid samma tid började Vertis uppträda på klubben "Posidonio". Vid den fjärde årliga "Arion Awards" 2004 nominerades Vertis i kategorin "Bästa manliga laikasångare".

### 2005-2006:Pes To Mou Ksana&Pos Pernao Ta Vradia Mou Monos
Våren 2005 fortsatte Vertis att uppträda på klubben "Posidonio". Sommaren 2005 släppte han sin första singel, med titeln "Pes To Mou Ksana", vilken blev en av de mest spelade det året och som även sålde platina.
I december 2005 släppte Vertis sitt tredje album, Pos Perno Ta Vradia Mou Monos. Albumet innehöll musik av Kiriakou Papadopoulou med låttexter av Ilias Filippou. Albumet sålde snabbt platina och sångerna "Pes To Mou Ksana", "Pou Eisai", "Pos Na To Exigiso", "Den Se Niazei" och "Kapote Tha Deis" blev radiohits. I början av år 2006 släppte Vertis albumet på nytt, som specialutgåva med en bonus-DVD med fyra musikvideor.

### 2007-nu:Mono Gia Sena
I maj 2007 släppte Vertis sitt fjärde och senaste album, Mono Gia Sena. Sångerna "Mono Gia Sena", "Matia Mou Glika", "Parapono Mou", "Svista Ola" och "Den M'Agapas" blev stora hits och låg högt på topplistorna under sommaren. I september 2007 hade albumet sålt platina och i februari 2008 hade det sålt dubbelt platina, en höjdpunkt i Vertis karriär vilken gjorde honom till en av Greklands största laikasångare.

## Diskografi
- 2003: Poli Apotoma Vradiazei
- 2004: Pame Psihi Mou
- 2005: Pos Pernao Ta Vradia Mou Monos
- 2005: Pos Pernao Ta Vradia Mou Monos (Special Edition)
- 2007: Mono Gia Sena
- 2007: Mono Gia Sena (Special Deluxe Edition)
- 2009: Ola Einai Edo
- 2011: Eimai Mazi Sou
- 2013: Protaseis
- 2015: Nikos Vertis
- 2017: Erotevmenos